# Högby kyrka, Östergötland
Högby kyrka är en kyrkobyggnad i Högby i Linköpings stift. Den är församlingskyrka i Mjölby församling. Kyrkan ligger tre kilometer norr om Mjölby och sex kilometer söder om Skänninge.

## Kyrkobyggnaden
Högby kyrka är en klassicistisk kyrka med vissa nyromanska inslag hos långhus och torn. Tornet, som ligger i öster, är försett med lanternin och en liten tornhuv. Invändigt är kyrkan uppdelad i tre delar: Ett större kyrkorum för högtidsdagar, en mindre kyrksal för söndagsgudstjänster och en ytterligare mindre förrättnings- och gudstjänstlokal, kallad Absiden. Mellan de båda kyrkorummen finns sakristia och skrudkammare.
Det större kyrkorummet med ingång via vapenhuset i öster upptar den östliga delen av 1800-talskyrkan. Altaruppsatsen i koret, av Th. Petersen, med en omfattning i klassicistisk stil, innesluter en skulpterad altartavla i trä visande korsfästelsen med Jesu moder, Maria Magdalena och Johannes stående nedanför Kristus. Predikstolen hänger framme i koret på epistelsidan. På andra sidan, evangeliesidan, står en medeltida dopfunt. I långhusets östra del finns delar av läktarbröstningen från 1700-tals-kyrkan med Sven Gustafsson Stoltz målningar. Läktaren domineras av P.L. Åkerman & Lunds piporgel.
Det mindre kyrkorummet är orienterat i norr-söder med koret i norr och egen ingång från söder. Ovanför altaret hänger ett altarskåp från 1400-talets förra hälft. Till vänster om altaret finns ytterligare ett altarskåp från 1400-talet. Över altarringen ett triumfkrucifix. Där finns också en dopfunt, troligen från Michael Hackes verkstad i Skeninge. Bänkar, predikstol, altarring och altare, är från 1949. År 1966 installerade orgelbyggare Reinhard Kohlus en mindre piporgel.

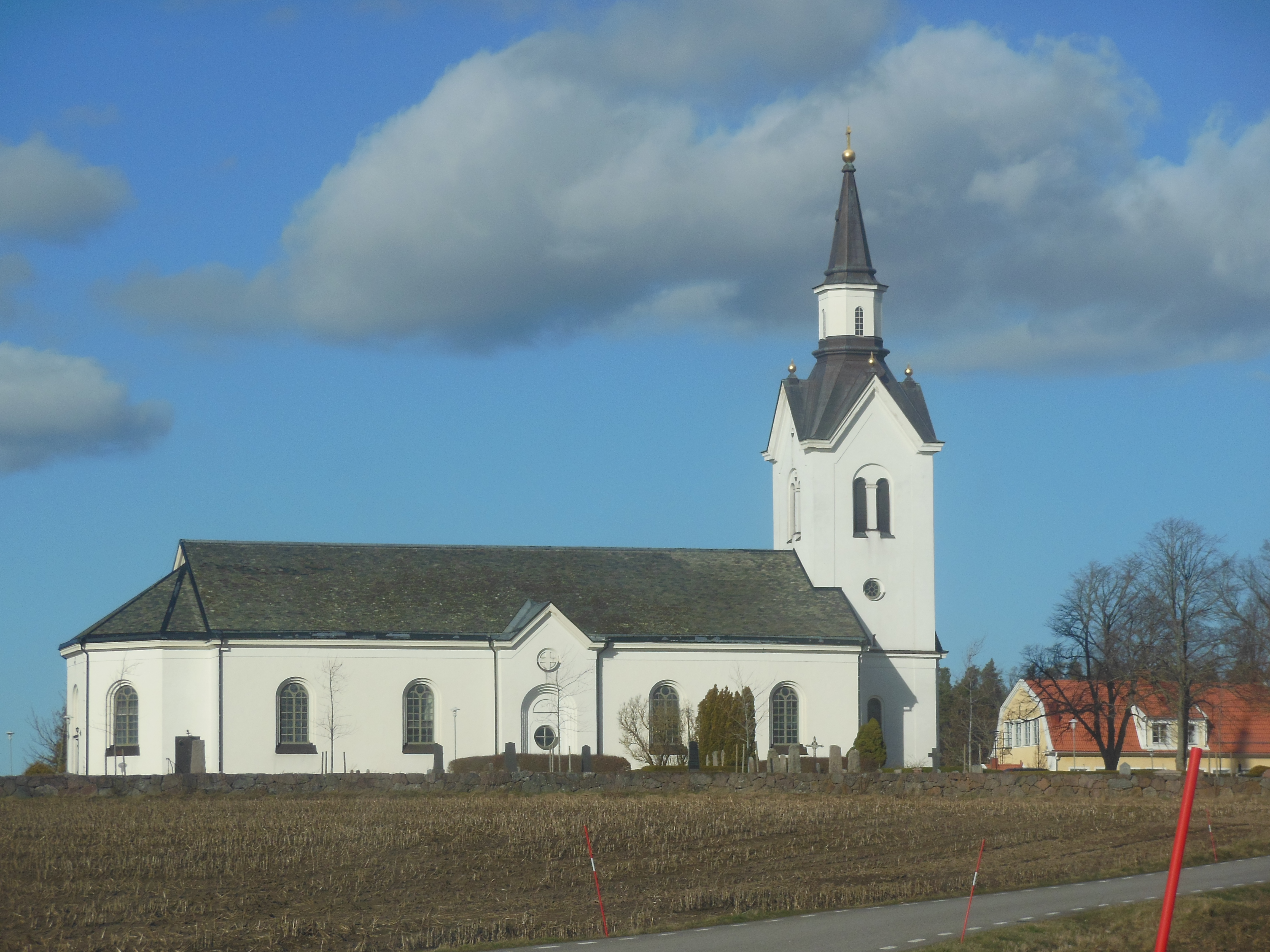
Högby kyrka, våren 2020

I den tidigare sakristian, senare ett gravkapell, finns numera den mindre förrättnings- och gudstjänstlokalen ”Absiden”. Ingången är förlagd till västra ytterväggen.

## Historik

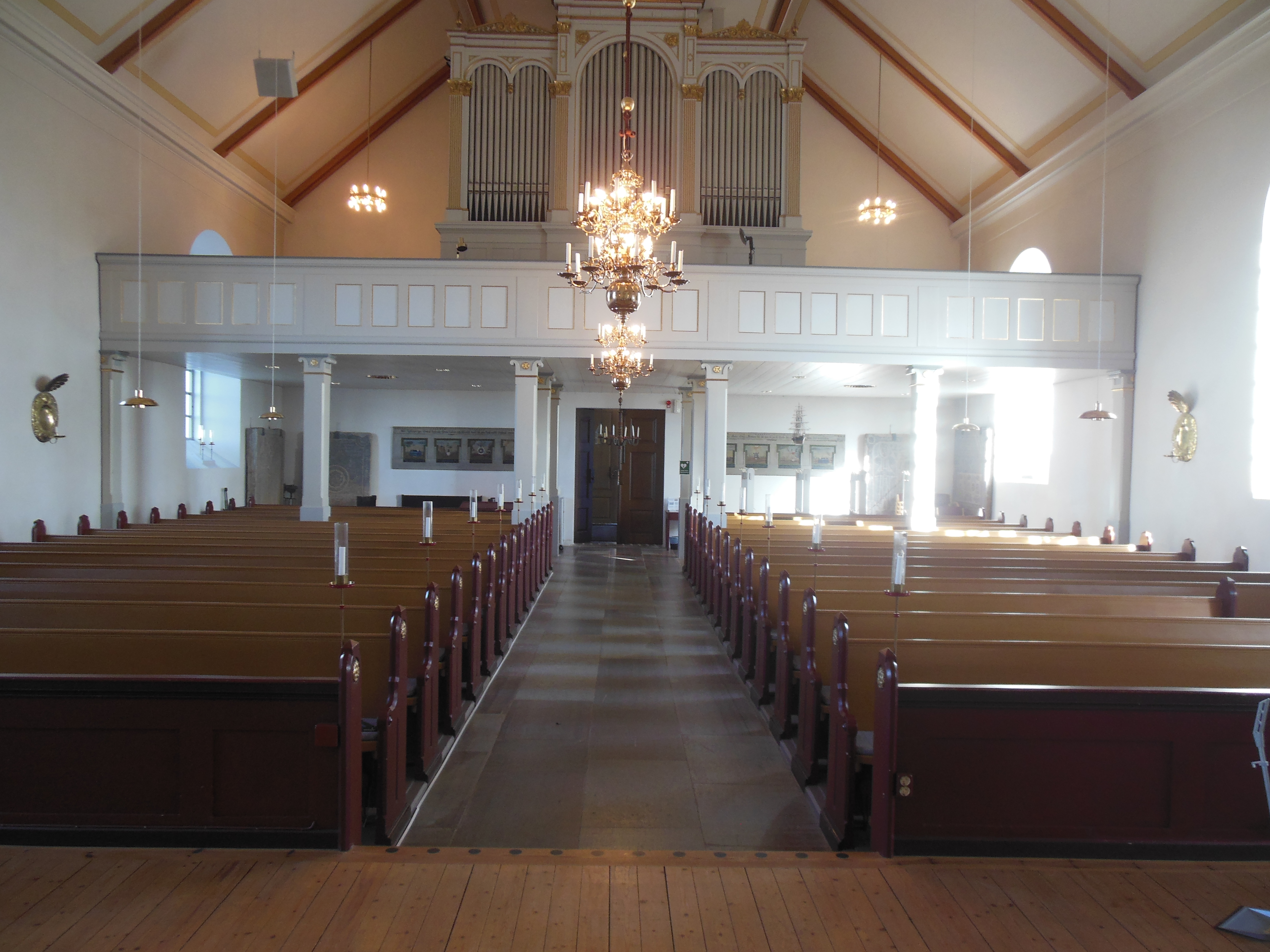
Interiör mot orgeln, 2020.

I Högby första stenkyrka, som uppfördes i slutet av 1100-talet, har hittats minst tre inmurade runstenar med den kristna korssymbolen, samtliga från början av tiohundratalet. Totalt har nio runstenar kunnat knytas till kyrkan och dess närmaste omgivning. Dessa fynd antyder att det försiggått tidig kristen verksamhet i trakten och därmed är det mycket troligt att det redan då funnits en träkyrka på platsen.
Stenkyrkan från 1100-talet var ursprungligen romansk byggnad av finhuggen kalksten med långhus, lägre absidkor i öster och högt och smalt torn i väster. I väster fanns också ett vapenhus av gråsten; sakristian låg på korets norra sida. Kyrkan var mycket elegant och välbyggd, vilket framgår av en vid Statens historiska museum bevarad sydportal. Den skicklige byggmästaren bakom verket skulle kunna vara den skånske stenhuggaren Karl Stenmästare. Samma stil återfinns också i andra kyrkor, till exempel: Vårdsbergs och Askeby kyrkor i Östergötland, Österlars kyrka på Bornholm och Hörby kyrka i Skåne.
Under 1200- eller 1300-talet tillkom kalkmålningar. På Statens historiska museum finns en Mariabild från ca 1225. Från ungefär samma tid, 1225–1250, härstammar också en med rikligt järnsmide dekorerad dörr, åskådliggörande porten till paradiset.
På 1400-talet slogs valv i kyrkan och under senmedeltiden fick kyrkan också en hög spånklädd tornspira. På Elias Brenners teckning från 1669 kan man se att klockvåningen var indragen och hade ljudgluggar med romanska valv och överst band med rundbågig fris. Tornet hade en ovanlig resning jämförbar med tornet i Hagebyhöga kyrka i Östergötland.
År 1742 "stofferades" läktaren och altardisken av kyrkomålare Sven Gustafsson Stoltz, Vadstena. På läktarbröstningen, som försetts med en serie bilder i pietistisk stil om hjärtats historia, kan man läsa: "Med kyrkiones egen bekostnad Stofferades thenna läcktare och Altaredisk Gudi till Ähra kyrkan till Prydnad. Under då warande Kyrkoherde Johan Könsberg Anno 1742. Bewara tin fot när tu går til Guds hus och kom til att höra. Eccl. 4 vers 17. SG STOLTZ pinxit."
I samband med att triumfbågen skulle utvidgas, togs korvalvet bort 1753 och ersattes med ett trätunnvalv. Detta dekorerades rikligt med målningar. Redan fem år senare, 1758, slog åskan emellertid ned i koret, varvid kyrkobyggmästare Gabriel Månsson inkallades och reparerade skadorna.
Carl Fredric Broocman skriver i mitten av 1700-talet: Utmed Kyrkon ligger "Högby By, efter hwilken Kyrkan kallas Högby, och är Byen så kallad i anseende til en ansenlig högd, som är therwid i Söd-Ost. Utom thenna är ingen Kyrka i ÖsterGötland, som hafwer 2 Annexer; och är hon upmurad merendels af huggen Kalksten, förß til 17 [eller 27?] alnars längd och 9 och 3 fjerdedels alns bredd; men sedan hon med Choret uti urminnes tid blifwit förlängd, och under Tornet blifwit inredt med bänkar, håller hon nu 36 alnar i längden. Om thes ålder wet man ingen ting berätta. Altartaflan är ifrån Påwetiden och består af några sammanstälda och förgylda bilder; men Prädikstolen, af Ek gjord. är upsatt år 1728. Inuti är Kyrkan hwalfd, och uti Påwetiden under hwalfwen målad med Frälsarens, Evangelisternas och många Heligas beläten. [...] Wid Kyrkon är ett ansenligen högt muradt  Torn med hög och spånad Spets, och hänga Klockorna uti Tornet. På then större Klockon är att läsa: Denna Klocka ær på nytt guten Anno 1693 med Församlingens omkostnad och en Collects tilhielp af Linköpings Sticht. Pastore Leonhardo Engwall, och på then mindre stå följande Rim:
|  | Så länge som man mins och någon det förfarit    | Båd’ Herre, Qwinna, Man sitt Symbolum ha lagdt  |
|  | En ensam Klocka har wid Högby Kyrka warit;      | Til deras wärda lof för allom warder sagdt.     |
|  | Men nu ett willigt Folk af nit om HErrans lof   | Gud låte werlden all sitt helga ord få höra,    |
|  | Ha stadt den andras tjenst til Zions höga Hof.  | Och Klockorna til bön och HErrans lof oß föra,  |
|  | Jag sade willigt Folk; ty sjelfwe ha the delat  | Gud låt dem stämma wäl och klinga båda twå      |
|  | Hwad som bordt kostas på, och uti Cassan felat, | Tils Doms basunens ljud och Klockor börja gå.   |
|  |                                                 | Fusa in Örebro 1748.                            |
|  |                                                 | Cura Pastoris Johannis Milleri, a Petro Petreo. |
Redan år 1788 diskuterades en sammanslagning av Högby, Västra Skrukeby och Hogstads församlingar med avsikten att bygga en gemensam kyrka. Senare, år 1806, tog biskop Jacob Axelsson Lindblom upp tanken; då talade man i första hand om ett samgående mellan Högby och Västra Skrukeby församling. I sockenstämmorna var det dock stort motstånd mot sammanslagningar.

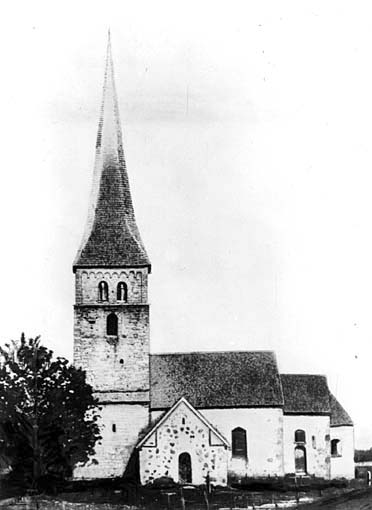
Högby kyrka före 1870.

År 1860 ritade arkitekt Albert Törnqvist (1819–1898) ett förslag till ny kyrka och 1870 enades man om att bygga en gemensam kyrka för Högby och Västra Skrukeby socknar. Ritningarna avsåg en salskyrka med torn i öster och tresidig avslutning i väster. Som byggmästare antogs bröderna August & Johan Robert Nyström, Hållingstorp. De kompletterade med egna ritningar över fasad, tornfönster, torn, altare, predikstol, läktare och sakristia. Tornet gavs medeltida stildrag och kröntes med en åttkantig lanternin. Kyrkan erhöll ingångsportaler både i söder och öster. Interiören fick en klassicistisk utformning, där långhuset försågs med stora rundbågiga fönster och tunnvalv. Sakristian utformades som en absidliknande byggnad i väster bakom det rakt avslutade koret. Invigningen av den nya kyrkan ägde rum den 1 september 1872.
Rivningen av Högby gamla kyrka påbörjades den 30 april 1871. Först underminerades och sprängdes tornet så att det bröts av och föll ned på marken. Under torngolvet kom det fram en gavel till ett runristat tidigkristet gravmonument. Vid den fortsatta rivningen hittades runstensfragment under altarskranket och under flera väggmurar. Bröderna tar tillvara en romansk portal som de skickar till Statens historiska museum. Västra Skrukeby kyrka revs sommaren 1876.
Den nya kyrkan hade 800 sittplatser, d.v.s. den rymde två tredjedelar av befolkningen i de sammanslagna socknarna. Under 1900-talet minskade så småningom behoven av utrymme och församlingen upplevde att kyrkan var onödigt stor; man önskade ett mindre och mera intimt gudstjänstru
Arkitekt Johannes Dahl upprättade 1949 ritningar till en större ombyggnad. Kyrkorummet delades upp i tre partier: Ett större kyrkorum för högtidsdagar, en mindre kyrksal för söndagsgudstjänster och ett gravkapell. Mellan de båda kyrkorummen förlades sakristia och klädkammare. Kormöbler och altare i 1800-talskyrkan flyttades ned i den nya mindre "storkyrkan" och övriga inventarier fördelas på de olika rummen.
I gravkapellet placerades Bengt Wedulins altaruppsats från 1720, vilken ursprungligen gjordes för Västra Skrukeby kyrka. Den visar korsfästelsen med Jungfru Maria, Johannes, Simon Petrus och Paulus. Där ovanför en bild av den uppståndne Frälsaren. Gravkapellet har numera byggts om till en mindre förrättnings- och gudstjänstlokal.

## Inventarier

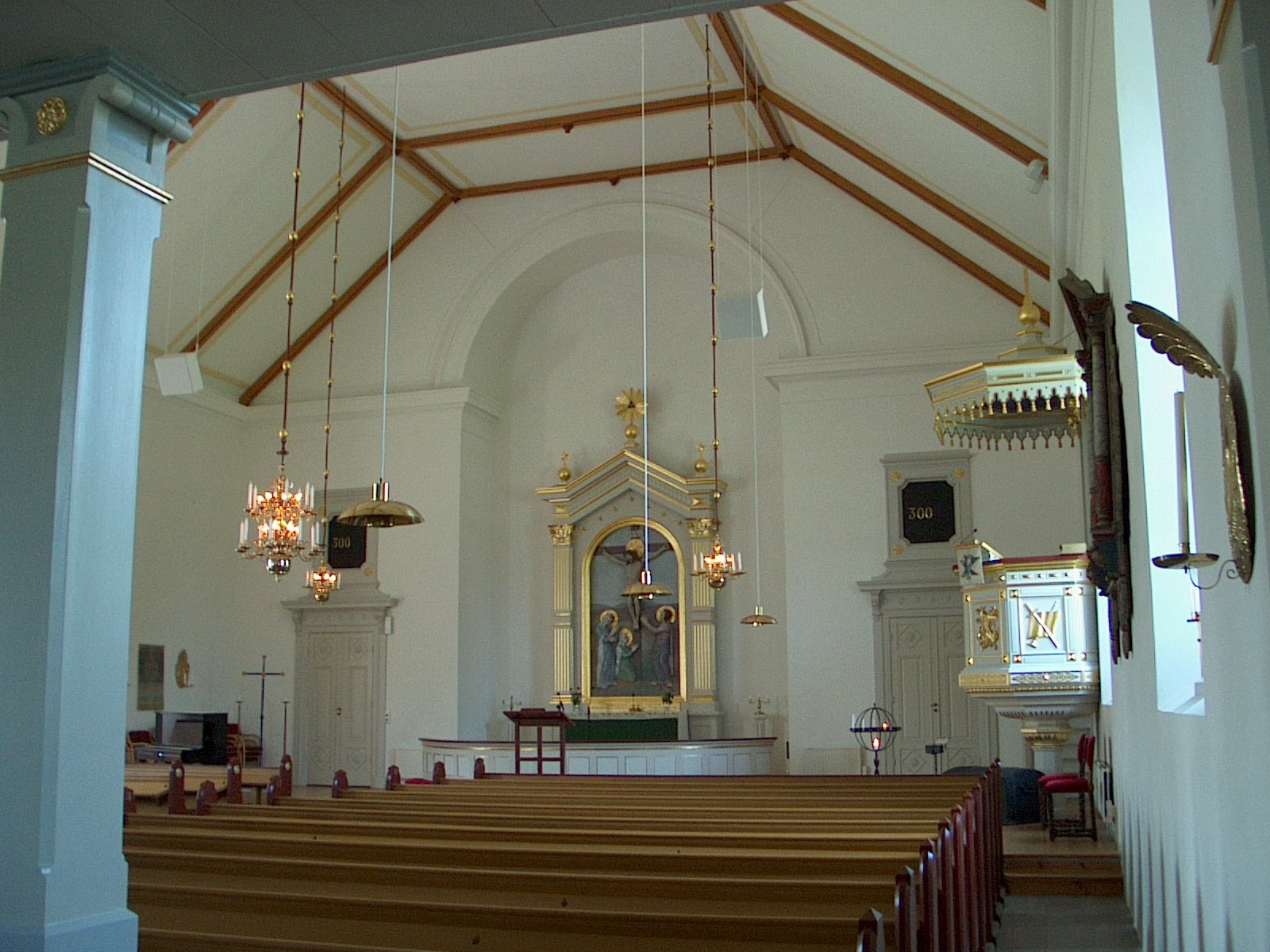
Interiör

### Storkyrkan
- Dopfunt från slutet av 1100-talet, endast cuppan är bevarad, men denna har placerats på ett upp- och nedvänt romanskt kapitäl från 1100-talets mitt.
- Altare och altaruppsats med trärelief Korsfästelsen, av den danske bildhuggaren Th. Petersen, Odense, 1971.
- Predikstol ritad av och förmodligen även tillverkad av bröderna August & Johan Robert Nyström, Hållingstorp.
- Bildserie, på en tidigare läktarbröstning, beskrivande hjärtats historia, utförd av kyrkomålare Sven Gustafsson Stoltz, Vadstena.
- Ljuskrona av trä, ursprungligen från 1677.
- Ljuskronor, 2 stycken, av malm från 1738.
- Epitafium över prosten Andreas Petri Normolander, (1599-1657), visande Jesu dop och därunder alla prästens söner och döttrar knäfallande.
- Votivskepp byggt 1984 av Tuve Carlsson, Göteborg.

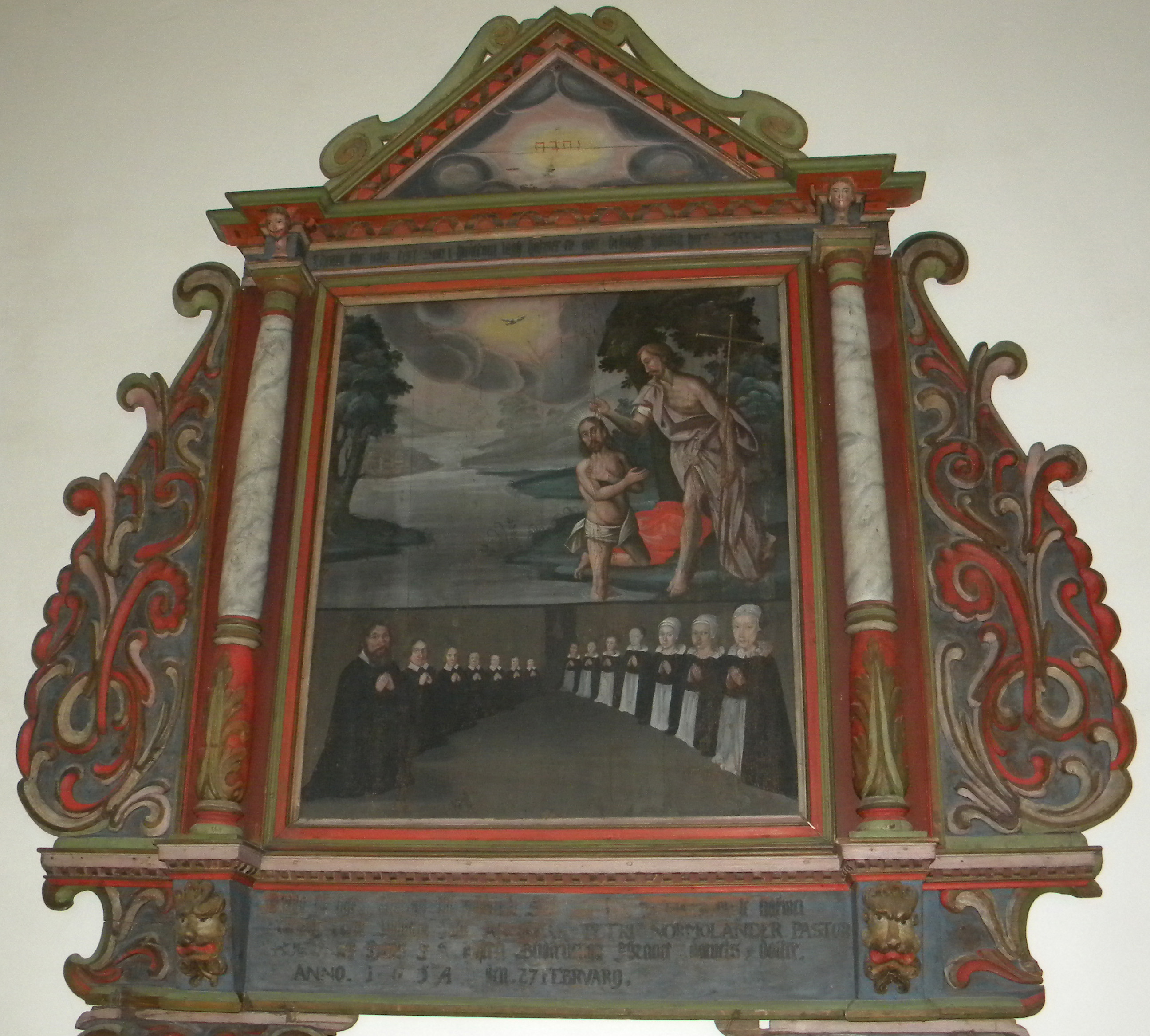
Epitafium från 1700-talet

- Epitafium från 1700-taletLäktarorgeln byggd av firma P. L. Åkerman & Lund, Stockholm, 1872 (se nedan).

### Lillkyrkan
- Altarskåp visande Marias kröning med apostlar och helgon, troligen från en verkstad i Lübeck under 1400-talets förra hälft.
- Altarskåp med Maria och Jesusbarnet, av ek, skåp av furu, från verkstad i Östergötland under 1400-talet, (bilder).
- Triumfkrucifix, inhemskt arbete från mitten av 1400-talet, (bilder), möjligen förändrat under 1600-talet.
- Skulptur av Sankt Stefan i diakondräkt och med bok i handen, från 1400-talet.
- Skulptur, troligen från ett altarskåp, föreställande kvinnligt helgon med bok, flandriskt arbete från omkring 1510.
- Dopfunt i röd kalksten, från Västra Skrukeby kyrka, troligen tillverkad i Michael Hackes verkstad i Skeninge 1660.
- Ljuskrona från 1781, skänkt av rusthållare Petter Andersson i Axsta.
- Ljuskrona från Västra Skrukeby kyrka, 1770.
- Fragment av läktarbarriär från Västra Skrukeby kyrka i form av fem fyllningar med avbildningar av Salvator Mundi och de fyra evangelisterna, utförda 1769 av mäster Håkan Rosengren.
- Glasmålning av Ch. Crodel 1970, visande lovsjungande änglar och i nedre delen den förkristne bonden Gulle och hans fem söner (Se Runsten nedan); Glasmålningen i lillkyrkan från 1970 av Ch. Crodel.
- Mindre piporgel levererad av orgelbyggare Reinard Kohlus, Vadstena, 1966 (se nedan).

### Absiden
- Altaruppsats visande korsfästelsen med Jungfru Maria, Johannes, Simon Petrus och Paulus. Där ovanför en bild av den uppståndne Frälsaren, tillverkad för Västra Skrukeby kyrka av Bengt Wedulin, Hjo.
- Altarljusstakar i brons från senmedeltiden.

### Övrigt
- Träskulptur av ek, Laurentius, provinsiellt arbete från 1400-talet, (bilder).
- Träskulptur av ek, kvinnligt helgon, från flandrisk verkstad omkring 1500, (bild).
- Nattvardskalk från 1600-talet med sexpassad fot, stämplad "IM", (skulle kunna betyda "Johan Mangold" i Vadstena).
- Patén med graverat "lamm" & "korsfana" av 1400-talstyp.
- Kalk med tillhörande patén, tillverkade 1707 av Lorenz Flyberg, Skeninge.
- Oblatask, åttkantig, av Lambrecht van der Burg, Stockholm, skänkt 1698 av I.E.D. och C.R.B.
- Oblatask av Hans Hulthén, Skeninge, skänkt 1733 av kyrkoherde Olai Petri Gerval.
- Vinkanna i silver av Hobert Scharén, Vadstena, inköpt 1783 till Västra Skrukeby kyrka.
- Tennkanna av Nils Justelius, Eksjö.
- Mässhakar, svarta med silvergaloner, den ena inköpt 1772, den andra märkt 1828.
- Piscina i sakristian.
- Primklocka från 1400-talet.
- Storklockan gjuten 1871 av Johan (John) A. Beckman.
- Lillklockan, tidigare storklocka i Västra Skrukeby, gjuten 1750 av Magnus Hultman, Norrköping.

## Orglar

### Läktarorgel
1872: Firma P. L. Åkerman & Lund, Stockholm, bygger en mekanisk piporgel, det första instrumentet i nya kyrkan.
Disposition:
| Huvudverk I            | Svällverk II        | Pedal                    | Koppel  |
| Borduna 16’            | Principal 8’        | Subbas 16’               | I/P     |
| Principal 8’           | Rörfleute 8’        | Qvinta 12’ (eg. 10 2/3’) | II/P    |
| Flûte harmonique 8’    | Salicional 8’       | Violoncelle 8’           | II/I    |
| Gamba 8’               | Flûte octaviante 4’ | Basun 16’                | I 4’/I  |
| Octava 4’              | Flûte d’Echo 4’     |                          | II 4’/P |
| Quinta 3’ (eg. 2 2/3’) | Corno 8’            |                          |         |
| Octava 2’              |                     |                          |         |
| Trumpet 8'             | Crescendosvällare   |                          |         |

### Lillkyrkans orgel
1966: Orgelbyggare Reinhard Kohlus, Vadstena sätter upp en mekanisk orgel.
Disposition:
| Huvudverk I   | Svällverk II  | Pedal      | Koppel |
| Rörflöjt 8’   | Gedacht 8’    | Subbas 16’ | I/P    |
| Principal 4’  | Spetsgamba 4’ |            | II/P   |
| Mixtur 1 1/3’ | Oktava 1’     |            | II/I   |

## Runsten
Högbystenen, med signum Ög 81, som satt inmurad i den medeltida kyrkans sakristia, är numera rest på den gamla ödekyrkogården. På framsidan finns ett kristet kors och följande text (efter översättning): "Torgärd reste denna sten efter Assar, sin morbroder. Han ändades österut i Grekland." På baksidan finns följande text om bonden Gulles fem söner:
|  | "Gode bonden Gulle    | blev på Borgholm (?)               |
|  | fick fem söner.       | Halvdan dräpt.                     |
|  | Föll på Föret         | Kåre blev vid (Själlands) Odde (?) |
|  | djärve kämpen Åsmund, | Död är ock Boe.                    |
|  | ändades Assur         | Torkel ristade runorna."           |
|  | österut i Grekland,   |                                    |

## Bildgalleri, Inventarier.

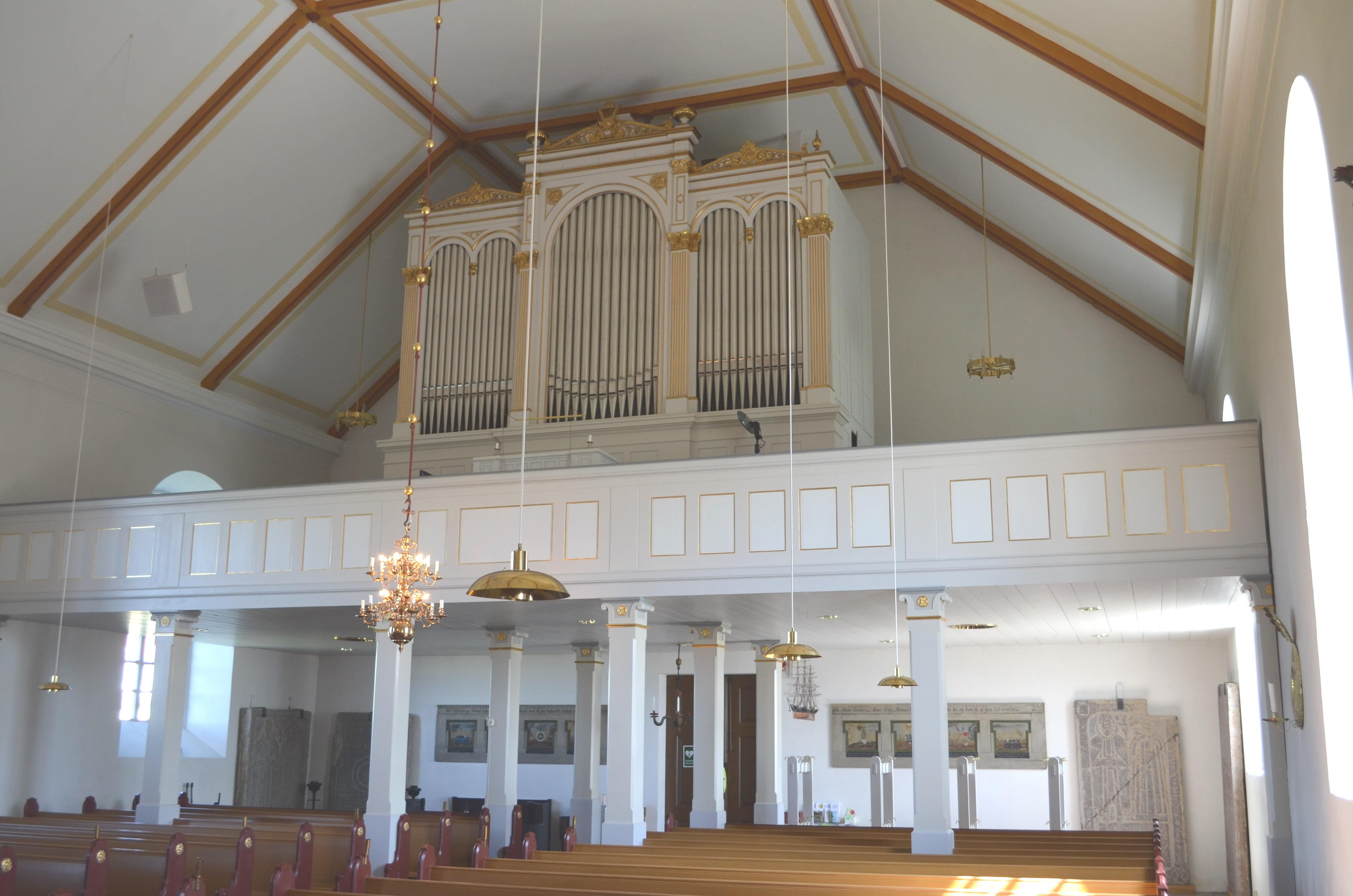
Högby kyrkas orgelläktare
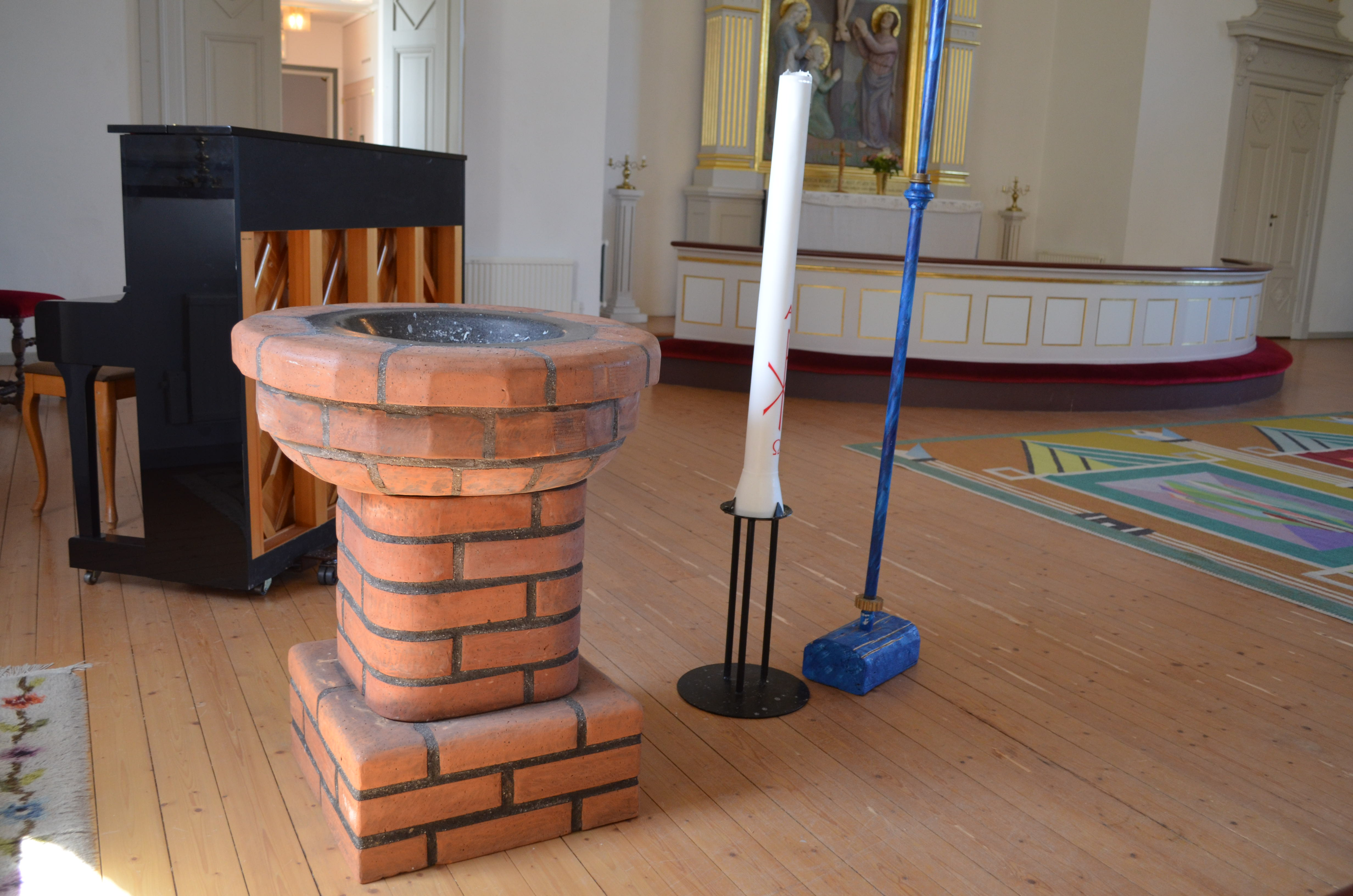
Högby kyrkas dopfunt i tegel
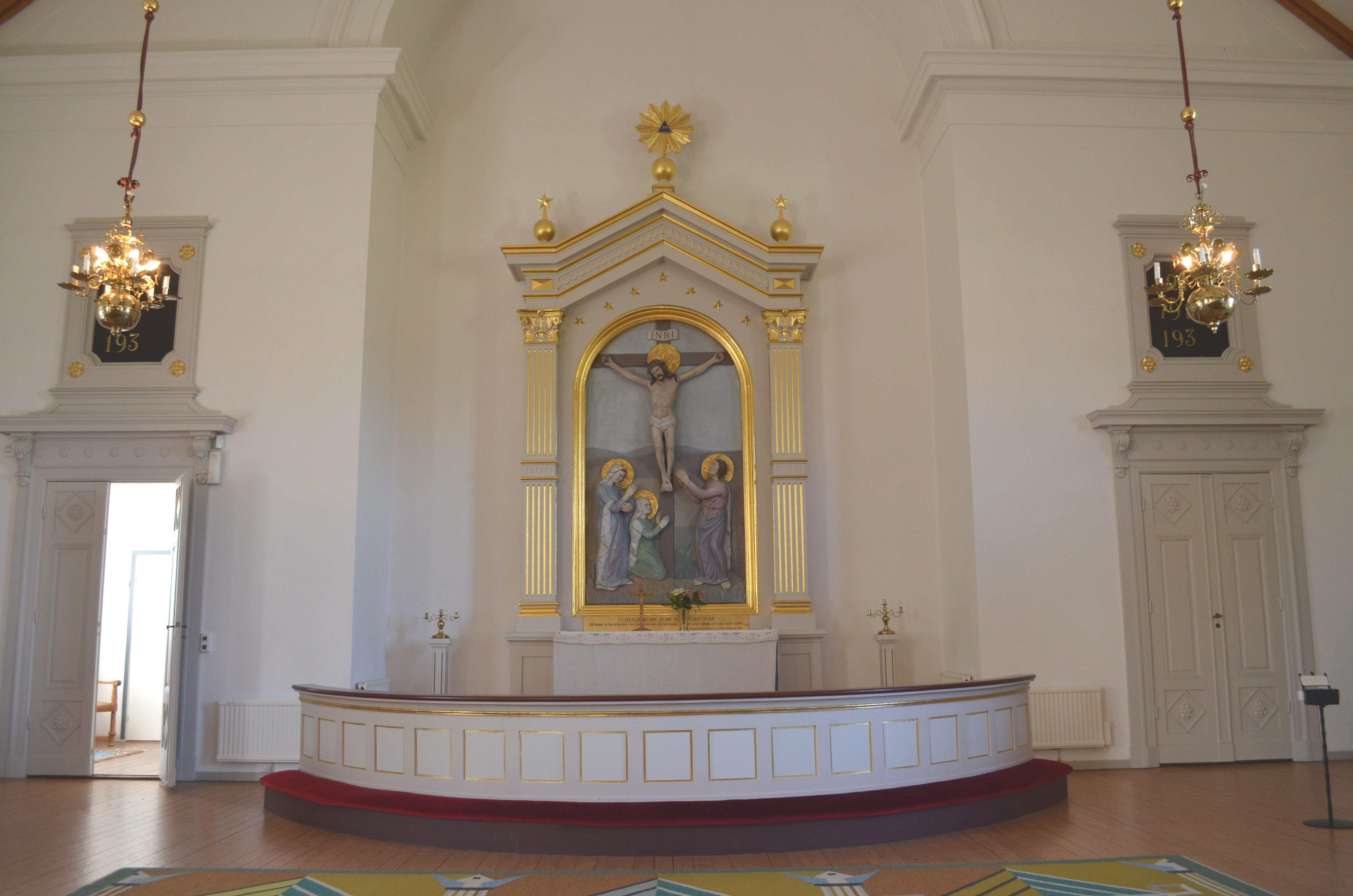
Högby kyrkas altare
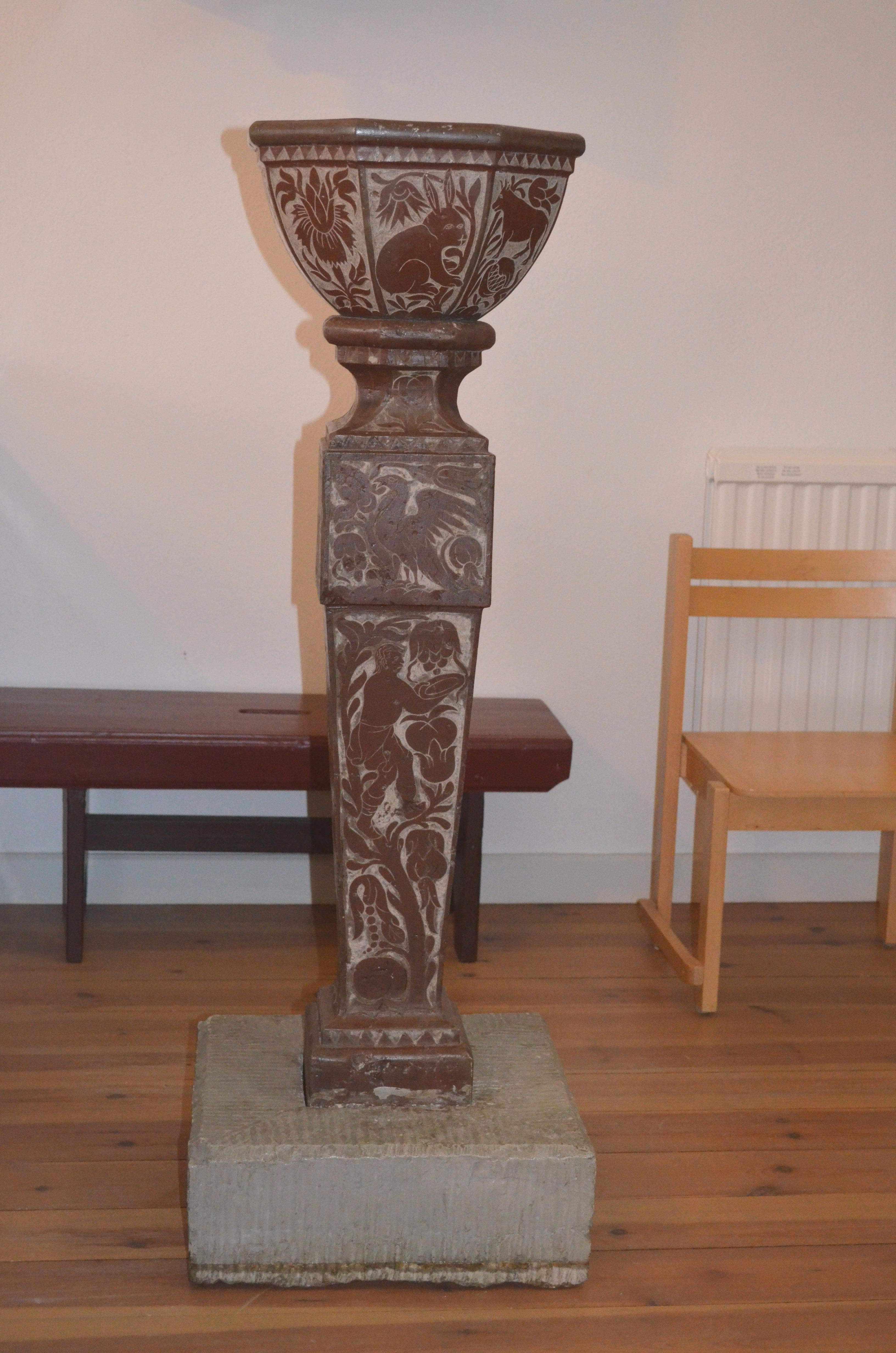
Högby kyrkas dopfunt
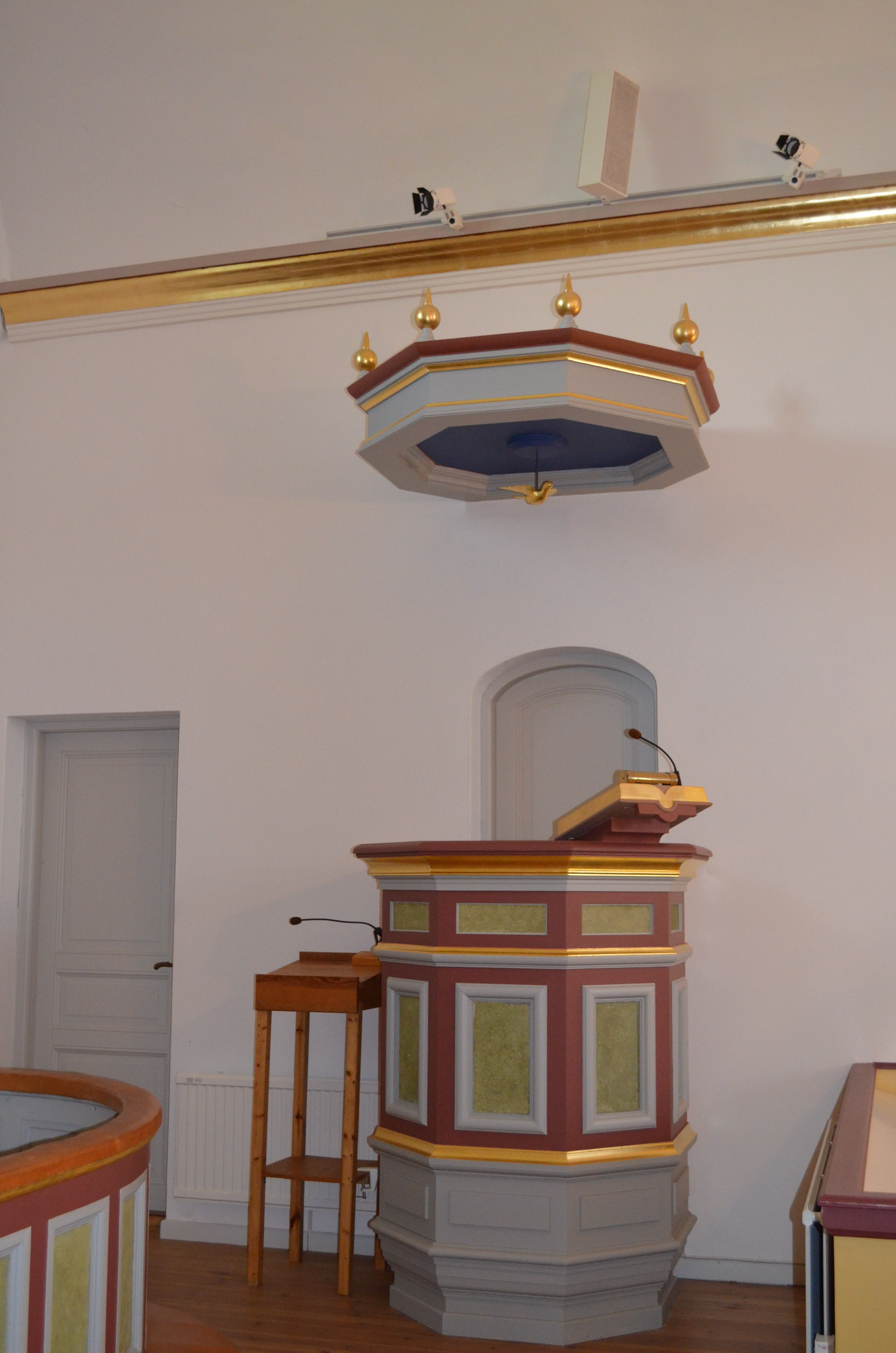
Högby kyrkas predikstol